# Wojciech Kossak
Wojciech Kossak (n. 31 decembrie 1856, Paris, Franța – d. 29 iulie 1942, Cracovia, Guvernământul General) a fost un pictor polonez și membru al celebrei familii de pictori și scriitori Kossak. El a fost fiul pictorului Juliusz Kossak, fratele geamăn al luptătorului pentru libertate Tadeusz Kossak și tatăl pictorului Jerzy Kossak.

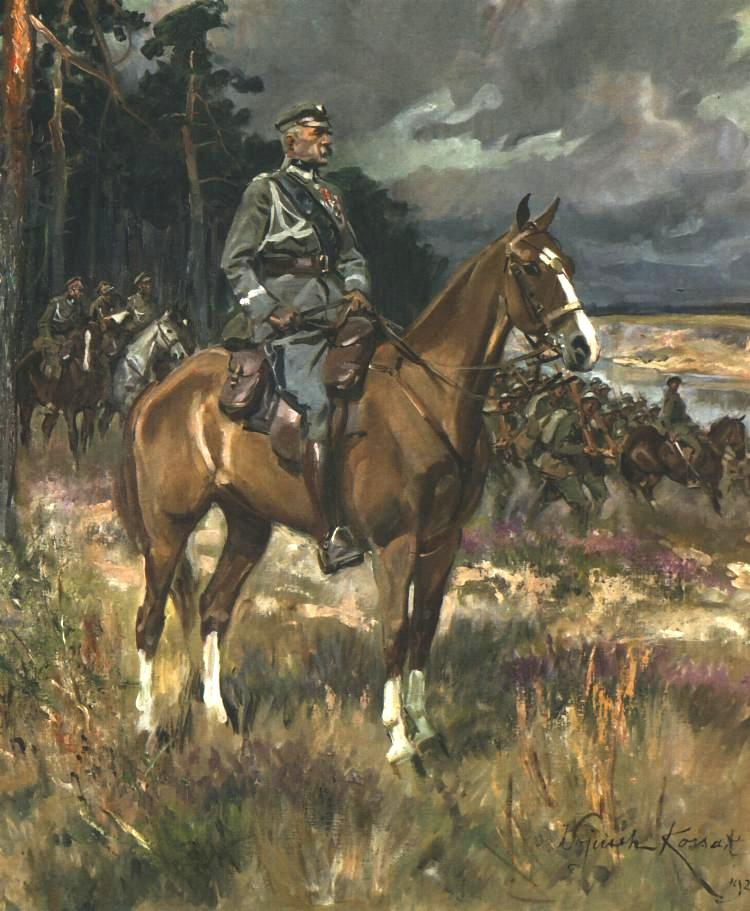
Piłsudski călare, 1928, Muzeul Național din Varșovia — unul dintre cele mai populare portrete artistice ale lui Piłsudski

## Viața
Wojciech Horacy Kossak s-a născut în ajunul Anului Nou 1856/1857 chiar înainte de miezul nopții (certificatul de naștere al fratelui său geamăn, Tadeusz Kossak, menționează că el s-a născut pe 1 ianuarie 1857), la Paris. Părinții lui au plecat în Franța, la scurt timp după nunta lor. Cel de-al doilea prenume al său i-a fost pus în cinstea nașului său, pictorul francez Horace Vernet. Kossak și-a început studiile după întoarcerea familiei sale în Polonia. El a urmat școala medie în Piața Trei Cruci din Varșovia și mai târziu Gimnazjum św. Anny din Cracovia. A studiat simultan pictura cu tatăl său, Juliusz.
În anii 1871-1873 Wojciech a studiat la Școala de Desen și Pictură (numită mai târziu Școala de Arte Frumoase) cu profesorul Vladislav Łuszczkiewicz și mai târziu, până în 1875, la Academia de Arte Frumoase din München, cu profesorii Aleksandra Strähubera și Alexander Wagner.

## Opera
Pictura istorică a lui Wojciech Kossak a fost foarte diferită ca subiect și ca stil de cea a predecesorului său, Jan Matejko. Kossak a aparținut unei noi generații de pictori de război polonezi, fiind influențat de activitatea tatălui său, Juliusz. Cu toate acestea, ca și Matejko, el este cunoscut pentru reprezentarea istoriei Armatei Poloneze și a bătăliilor poloneze celebre din Europa Centrală și de Est împotriva invadatorilor străini. Printre cele mai faimoase picturi ale sale este Panorama de la Racławice.